# ウォーキング・デッド シーズン3
『ウォーキング・デッド シーズン3』（原題：The Walking Dead: A New Frontier）は、アメリカのゲームスタジオTelltale Gamesが開発し、グローバル版が2016年12月から発売されたコンピュータゲーム。『ウォーキング・デッド（シーズン1）』および『シーズン2』の続編。

## 概要
ゲームの世界観や時間軸は「ウォーカー（ゾンビ）」の大群が蔓延している前作（シーズン1および2）から継続しており、5つのエピソードで構成される。前作のセーブデータを引き継ぐこと、また前作やそのセーブデータが無くても新規ゲーム開始時に前作までの経緯を設定することが可能で、それによってゲーム展開がいくらか変化する。
ゲームシステムは前作同様『ポイント＆クリック』のアドベンチャーゲームで、プレイヤーキャラクターを操作して様々なオブジェクトを調べたり人物と話をするなどしてゲームを進行させる。会話など多くの決断選択には時間制限があり、また戦闘時などでもアクション要素（QTE）が存在する。プレイヤーの選択や操作によって展開が分岐し、登場人物の生死やエンディングも変化する。

### リリース状況
グローバル版は2016年12月から2017年5月まで1-3ヶ月間隔で1エピソードずつ、全5エピソードがリリースされた。音声は英語のみで、字幕およびインターフェイス文字は9ヶ国語に対応している（日本語は公式未対応）。
2017年12月、本作を含むTelltaleシリーズ作品『シーズン1、400Days、シーズン2、シーズン3、The Walking Dead: Michonne』の計19エピソードを一括収録した『The Walking Dead: The Telltale Series Collection』（海外版）がリリースされた。シーズン1およびシーズン2については、UIとグラフィックを（シーズン3相当にまで）高精細化しリメイクしている。対応機種はPS4/Xbox One、日本語非対応。
2018年8月から本作の続編『The Walking Dead: The Final Season』グローバル版がリリース開始された。
2019年9月、本作を含むTelltaleシリーズ全作（上記 "The Telltale Series Collection" の収録作品プラス『シーズン4』の計23エピソードおよび各種特典）を一括収録した『The Walking Dead: 完全版』（The Walking Dead: Definitive Edition）がリリースされた。全エピソードのグラフィックはシーズン4と同タイプにリメイクしている。対応機種はPS4/Xbox One、日本語非対応。Telltale Gamesの閉鎖により、発売元はSkybound Entertainmentに変わっている。

## 登場人物

### エピソード1 -
前作（シーズン2）で登場した人物が何名か引き続き登場する。
ハビエル・ガルシア（ハビ） [Javier Garcia (Javi)]
声 - ジェフ・シャイン
本作のプレイヤーキャラクター。賭博に関与したことで野球界から追放された、元ボルチモア所属のプロ野球選手（遊撃手）。独身。
実家の両親や叔父はスペイン語を話す。
クレメンタイン（クレム） [Clementine]
声 - メリッサ・ハッチソン
前作の主人公の少女。前作から更に年月を経てサバイバル能力を成長させている。年齢は明言されていないが、エピソード2の時点で13歳程度であることが示唆されている。
前作までの経緯（前作のマルチエンディング）で何を選択したかによって、彼女の傷の有無やフラッシュバックの内容が変化し、それぞれケニーやジェーン、AJとの生活の様子が見られる。
デイビッド・ガルシア [David Garcia]
声 - アレックス・フェルナンデス
ハビエルの兄で元軍人。妻や弟を愛してはいるが、軍人気質で口調は厳しい。両親の寵愛を受けながら自由に生き、父の臨終にも遅れたハビエルを「放蕩息子」と言い放っている。
ハビエルらと生き別れたが、後に「ニューフロンティア」の幹部（警備責任者）となっている事実が明らかになる。
ケイト・ガルシア [Kate Garcia]
声 - シェリー・シェノイ
デイビッドの後妻。デイビッドや前妻の子であるゲイブとの関係に心を悩ませている。「ニューフロンティア」の連中に襲撃され重傷を負う。
ガブリエル・ガルシア（ゲイブ） [Gabriel Garcia (Gabe)]
声 - レイモンド・オチョア
デイビッドと前妻との子。マリアナの兄。
思春期の難しい年頃であり、継母であるケイトに対しては特に口が悪い。しかしケイトが重傷を負ってからは懸命に彼女を助けようとしている。
マリアナ・ガルシア（マリ） [Mariana Garcia (Mari)]
声 - ヴェール・デ・ラ・マザ
デイビッドと前妻との子。ゲイブの妹。素直な性格で、音楽プレイヤーを常に持ち歩いている。
トリップ [Tripp]
声 - トロイ・ホール
滑走路上に造られたバリケード街「プレスコット」のリーダー格の男性。
ウォーカーに追われていたハビエルとクレメンタインを街の中へ避難させる。以降二人と行動を共にする。
エレノア [Eleanor]
声 - ケリー・クロウダー
「プレスコット」で医療を担当するアジア系の女性。ハビエルやケイトらを治療する。以降ハビエルたちと行動を共にする。
コンラッド [Conrad]
声 - ウィリアム・C・スティーヴンス
「プレスコット」のバーテンダーである黒人男性。ポーカー仲間の女性フランシーンといい関係だが、「ニューフロンティア」の連中に彼女を殺されてしまう。以降ハビエルたちと行動を共にする。
マックス [Max]
声 - ショーン・リンチ
「ニューフロンティア」に所属する、ニット帽を被った男。廃品場でハビエルを捕らえた集団の中ではリーダー格。

### エピソード2 -
バジャー [Badger]
声 - ジョン・カリー
「ニューフロンティア」に所属する、スキンヘッドの黒人男性。マックスより好戦的で、独断でフランシーンを人質に取り「プレスコット」への攻撃を始める。
エヴァ [Ava]
声 - アーライ・ジョンソン
「ニューフロンティア」のスカウト。スキンヘッドの若い黒人女性。
大勢のウォーカーに追われていた所をクレメンタインに助けられ、その際クレメンタインを「ニューフロンティア」に誘う。過去にはデイビッドも組織に招き入れている。
ジョーン [Joan]
声 - ジェイン・タイーニ
「ニューフロンティア」の外交取引責任者。アジア系の中年女性。
ニューフロンティアはジョーン・デイビッド・リンガード・クリントの幹部4名による合議制で組織を取り仕切っている。
ポール・リンガード [Paul Lingard]
声 - ユーリ・ローエンタール
「ニューフロンティア」の医師で、医療部門責任者。30-40代の白人男性。持病の治療薬の影響で薬物中毒傾向がある。
クリント [Clinton Barnes]
声 - アンドリュー・ヘイル
「ニューフロンティア」の食品管理責任者。40代の白人男性。
ポール（ジーザス） [Paul (Jesus)]
声 - ブランドン・キーナー
「ジーザス」はニックネーム。「ニューフロンティア」に襲われてグループと逸れ、単身行動していた際にハビエルらと出会う。優れた体術と知恵を有する。
原作およびテレビドラマシリーズ（シーズン6以降）にも登場する長髪の男性。
ケニー [Kenny]
声 - ギャビン・ハモン
前作の登場人物。前作までの経緯で「ケニーと共に行く」結末を選択していた場合、フラッシュバックで登場する。
ジェーン [Jane]
声 - クリスティーン・レイキン
前作の登場人物。前作までの経緯で「ジェーンと共に行く」結末を選択していた場合、フラッシュバックで登場する。
アルヴィンJr.（A.J.） [Alvin Jr.]
前作でクレメンタインらが守った乳児。フラッシュバックで登場する。

## 敵キャラクター
ウォーカー
作中に登場するゾンビ。行動様式や撃退法などはテレビドラマ版と概ね共通（『ウォーキング・デッド (テレビドラマ)#ウォーカー』を参照）。
ハビエルやその家族たちは「ムエルト（Muerto：スペイン語で"死者"の意）」と呼んでいる。

## ストーリー
数年前、ゾンビアポカリプスが今始まろうとしていた頃。父危篤の報を聞いたハビエルは実家に戻るが、父の臨終には間に合わず、兄のデイビッドはハビエルに激怒する。すると父がウォーカー（ゾンビ）化し、母と叔父が噛まれてしまう。デイビッドは母を連れ、車で急ぎ病院へと向かう。
現在の時間軸。ハビエルは残る一家のケイト・ゲイブ・マリアナと共に、ウォーカーを避けながら車で移動生活をしていた。廃品場で物資を探索していた時、食料が多数収納されたトレーラーハウスを発見。しかしその居住者とみられる集団に襲われてハビエルは気を失い、拘束されて一人トラックで他所へ移送されてしまう。
その頃、単身でサバイバル行動中のクレメンタインは車を奪うため、道路に木を倒して偶然通りかかったトラックをクラッシュさせる。運転手は逃亡し、クレメンタインは残った助手席の男を脅すが、その男こそ拘束されていたハビエルであった。ハビエルは廃品場へ戻り家族を救出するため、クレメンタインはハビエルの車を報酬として得るため、まずは一時的に手を組んで同行し始める。そして、ハビエルらを襲った集団はリッチモンドにある「ニューフロンティア」と呼ばれる生存者コミュニティのメンバーであることが明らかになる。